# Liste ungarischer Erfinder und Entdecker
Die Liste ungarischer Erfinder und Entdecker ist eine Liste von Erfindern und Entdeckern aus Ungarn in alphabetischer Reihenfolge des Familiennamens.

## Liste

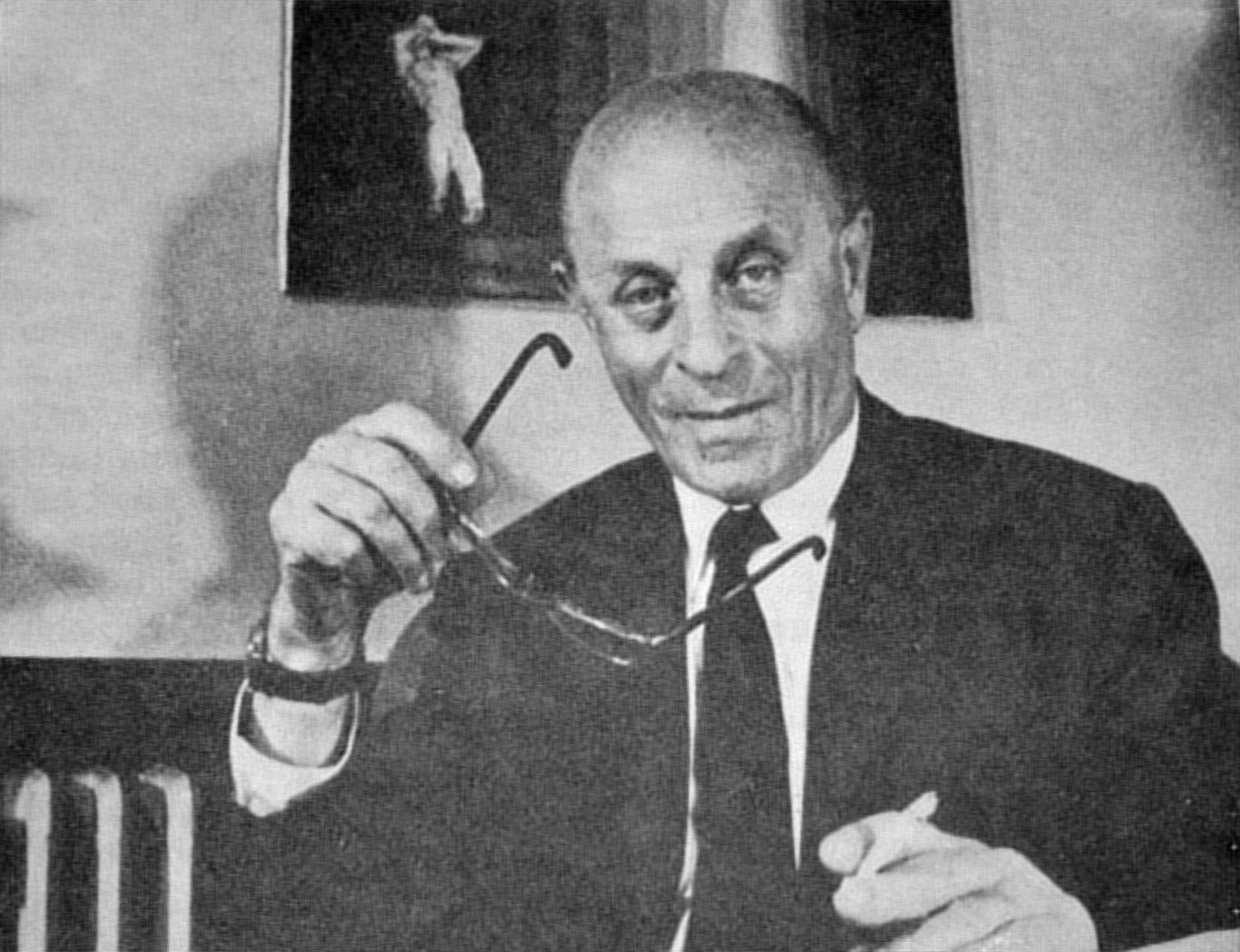
László József Bíró, circa 1978

## B
- Donát Bánki (1859–1922), Ungarn – Vergaser, 1893 (mit János Csonka) (umstritten, da zuvor schon Vergaser vorhanden)
- László József Bíró (1899–1985), Ungarn und Argentinien – Kugelschreiber, 1938
- Ottó Titusz Bláthy (1860–1939), Ungarn – Transformator (mit Miksa Déri und Károly Zipernowsky), Wattmeter, Wechselstrom und Turbogenerator

## D
- Miksa Déri (1854–1938), Ungarn – Miterfinder des Transformators 1885 (mit Ottó Titusz Bláthy und Zipernowsky)

## G

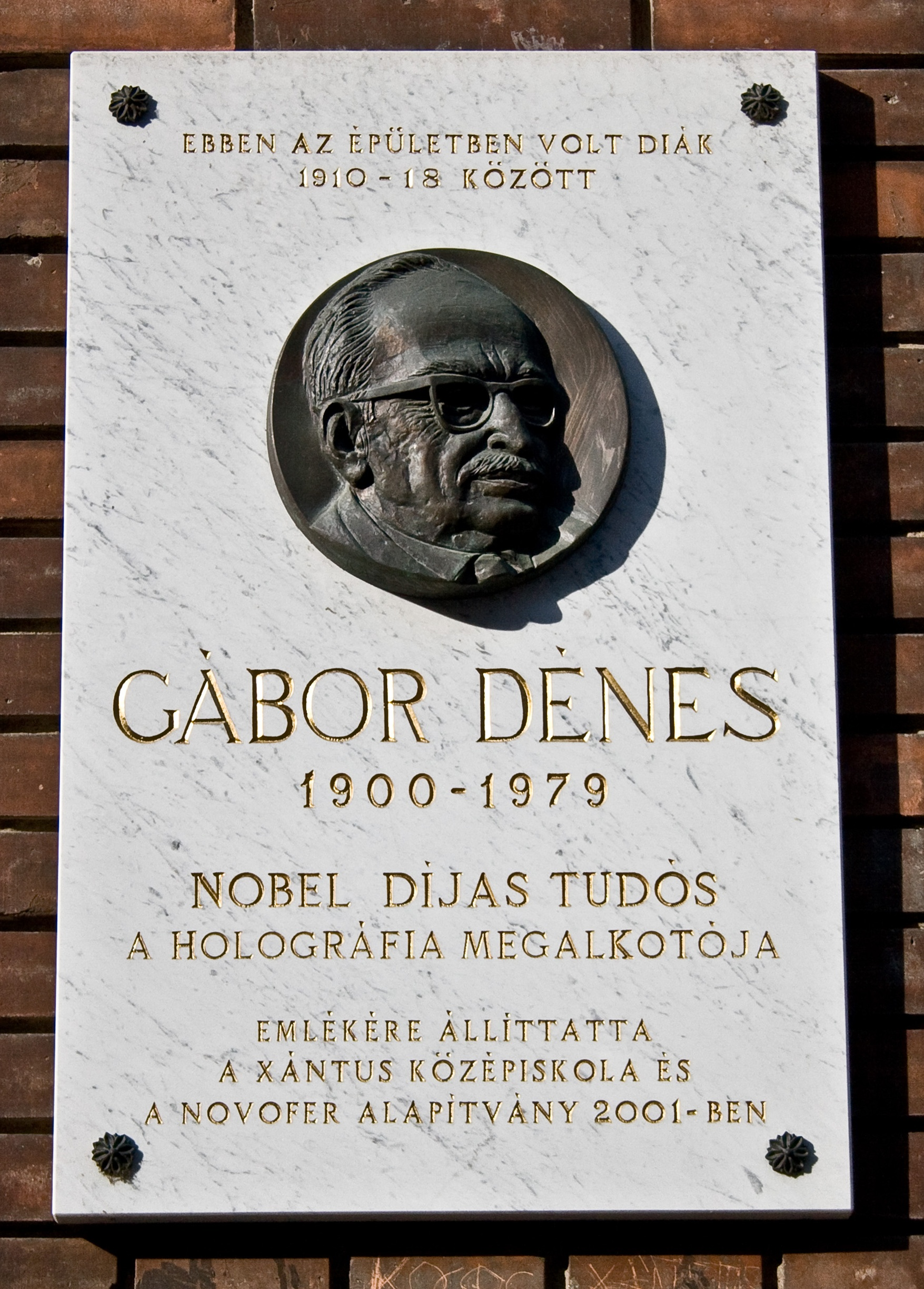
Gedenktafel Dennis Gábor

- Dennis Gabor (1900–1979), Ungarn – Holographie, 1948
- József Galamb (1881–1955), Ungarn/USA – Ford Modell T, Freilauf, elektrische Zündung, Ford Modell A
- Peter Carl Goldmark (1906–1977), Ungarn – Langspielplatte aus Vinyl 1948, CBS-Farbfernsehen

## H

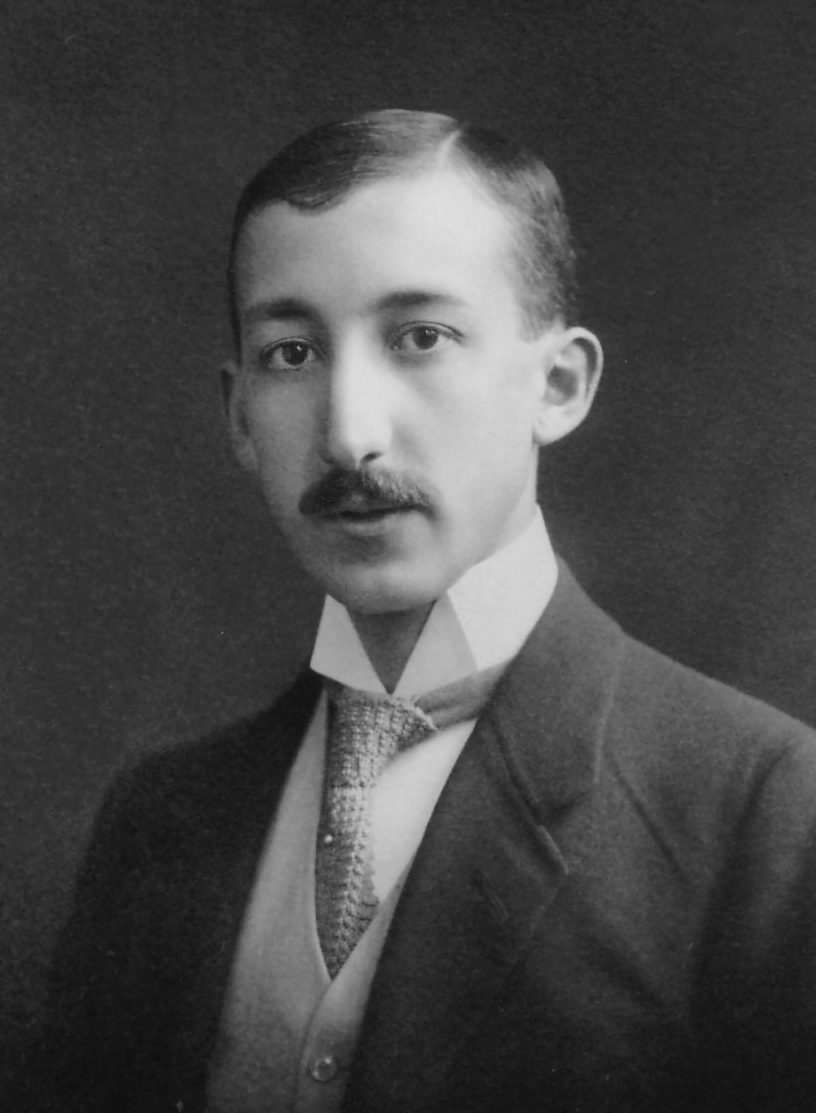
George de Hevesy.

- George de Hevesy (1885–1966), Ungarn – radioaktiver Tracer (mit Friedrich Adolf Paneth), Nobelpreis

## I
- János Irinyi (1817–1895), Ungarn – geräuschloses, explosionsschwaches Streichholz 1836, Sicherheitszünder

## J
- Ányos Jedlik (1800–1895), Ungarn – Gleichstrommotor 1829, Dynamoelektrisches Prinzip (Dynamomaschine) 1861
- György Jendrassik (1898–1954), Ungarn – Turboprop

## K
- John G. Kemeny (1926–1992), Ungarn – Miterfinder von BASIC
- Wolfgang von Kempelen (1734–1804), Österreich/Ungarn – Schachtürke 1769, Sprechmaschine 1791

## M

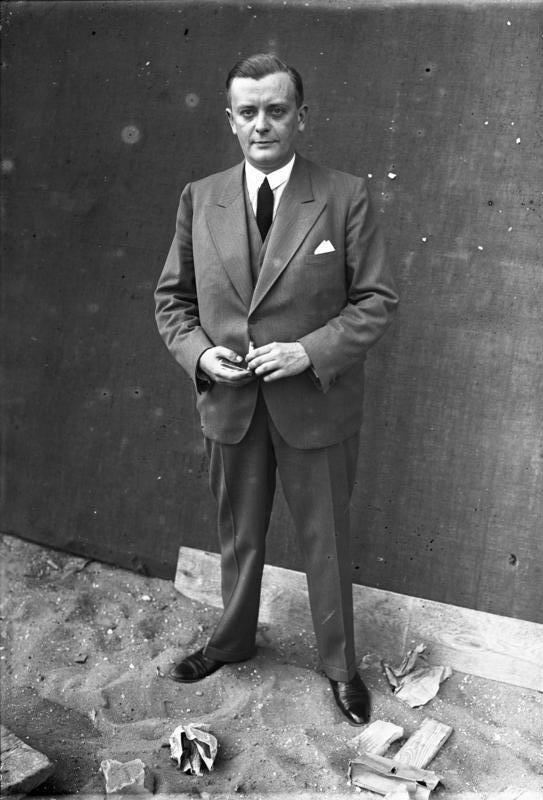
Dénes von Mihály

- Dénes von Mihály (1894–1953), Ungarn – Mechanisches Fernsehen „Telehor“, 1919

## N
- John von Neumann (1903–1957), Ungarn/USA – Von-Neumann-Architektur

## P
- Tivadar Puskás (1844–1893), Ungarn – Telefonzentrale (Vermittlungsstelle) 1878, Gründer der Telefonzeitung Telefon Hírmondó 1893

## R
- Ernő Rubik (* 1944), Ungarn – Rubik’s Cube 1974, Rubik’s Snake, Rubiks Uhr 1988

## S
- Béla Schick (1877–1967), Ungarn/USA – Schick-Test (Diphtherie-Test) 1910/11

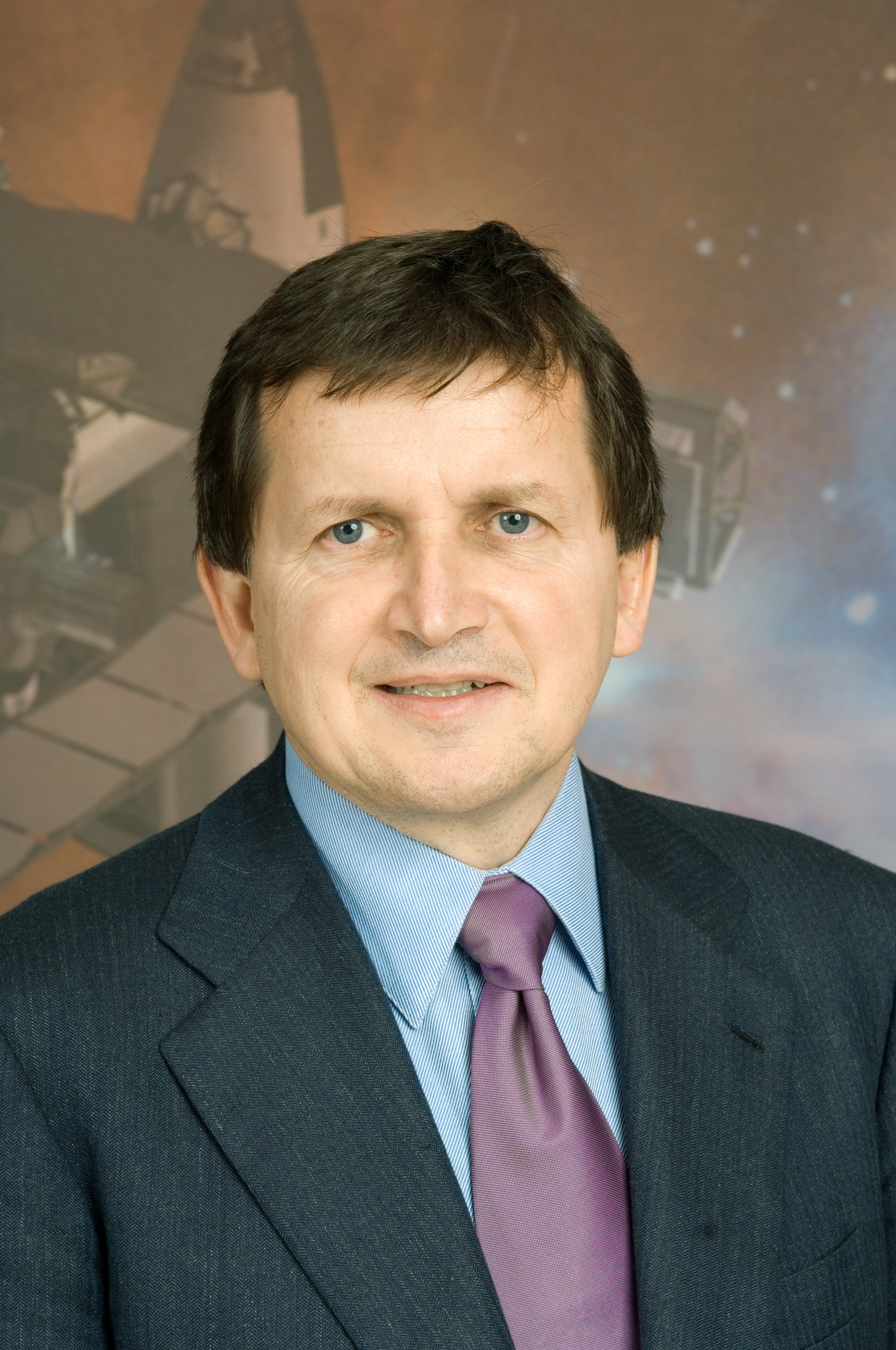
Charles Simonyi, 2006

- Charles Simonyi (* 1948), Ungarn/USA – Ungarische Notation zwischen 1972 und 1981
- Albert von Szent-Györgyi Nagyrápolt (1893–1986), Ungarn - Nobelpreis 1918 „für seine Entdeckungen auf dem Gebiet der biologischen Verbrennungsprozesse, besonders in Beziehung auf das Vitamin C und die Katalyse der Fumarsäure“

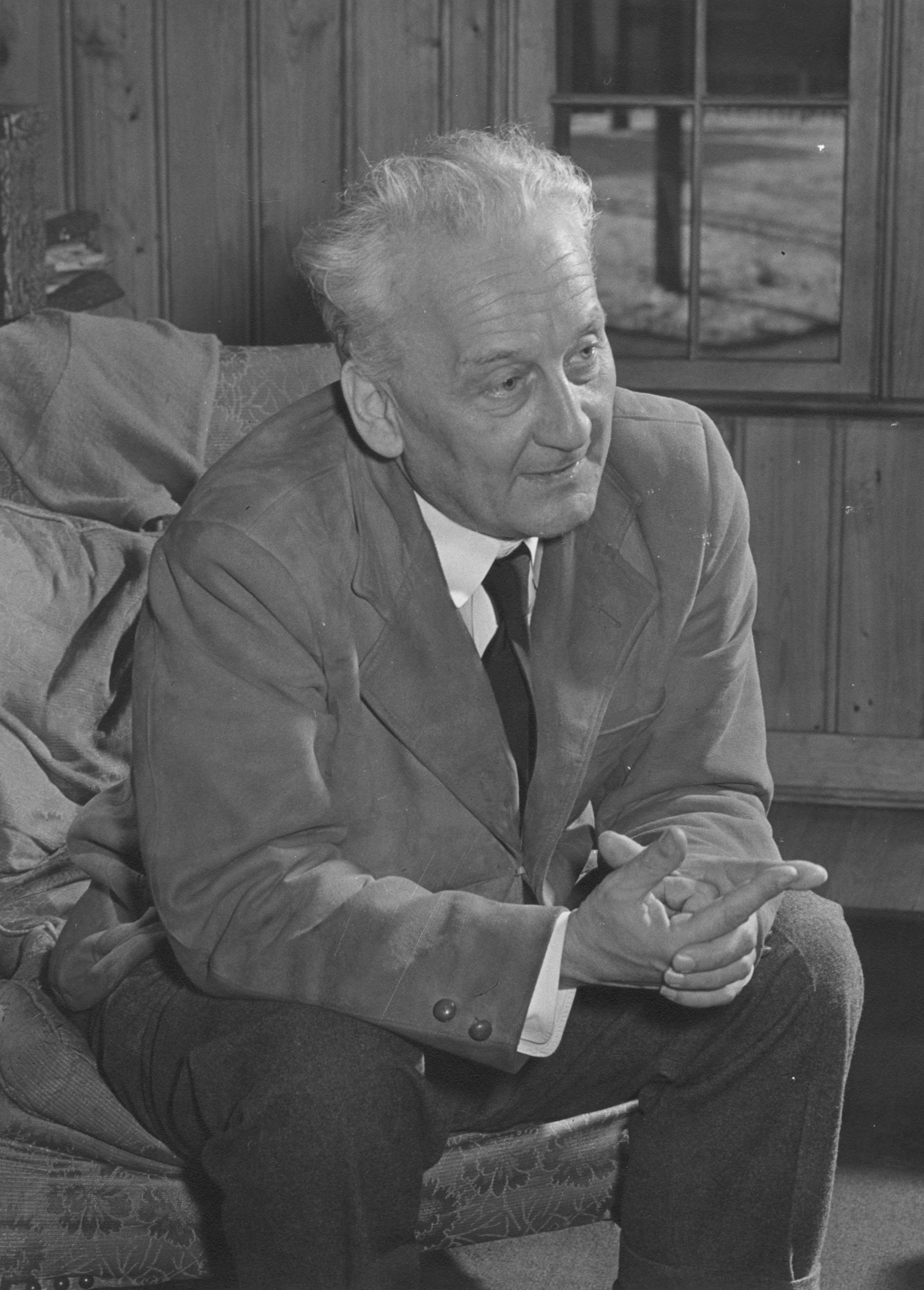
Albert von Szent-Györgyi Nagyrápolt

- Leo Szilard (1898–1964), Ungarn/Österreich/USA – Miterfinder der Atombombe, Atomreaktor

## T

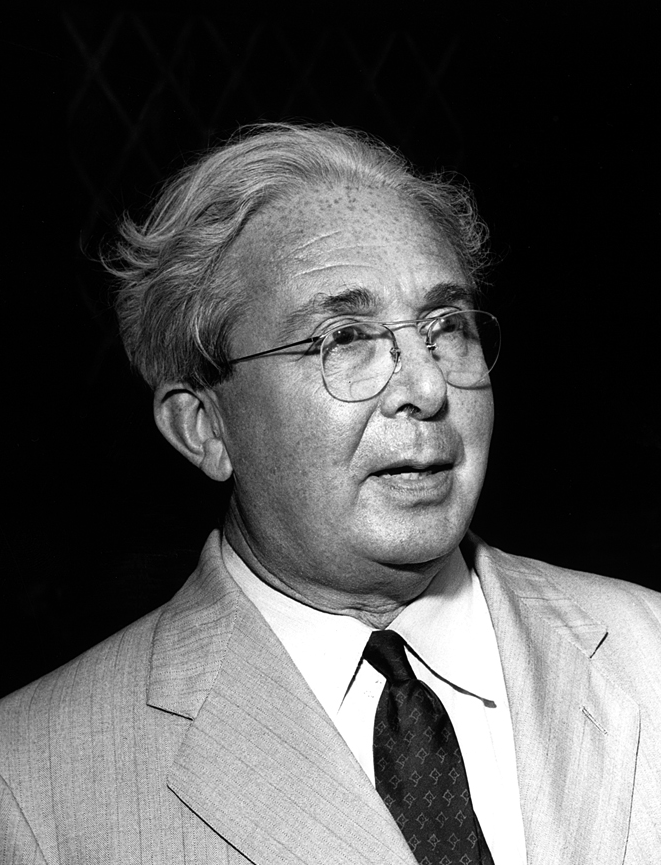
Leó Szilárd (um 1960)
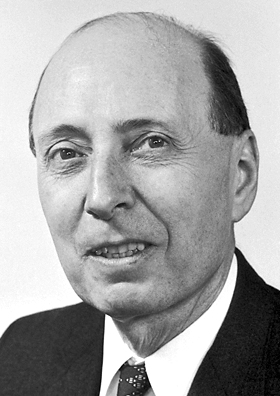
Eugene Wigner (1963)
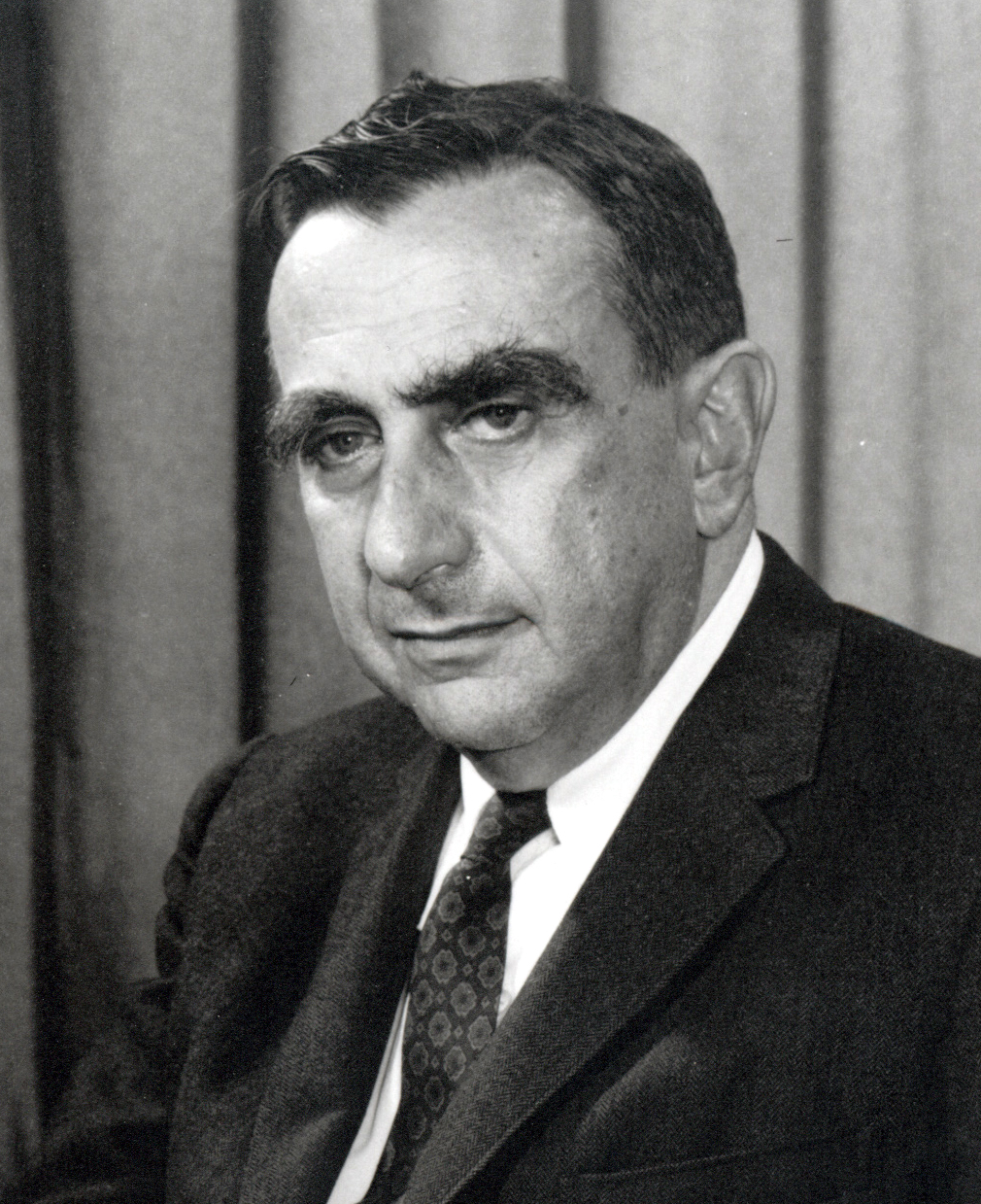
Edward Teller (1958)
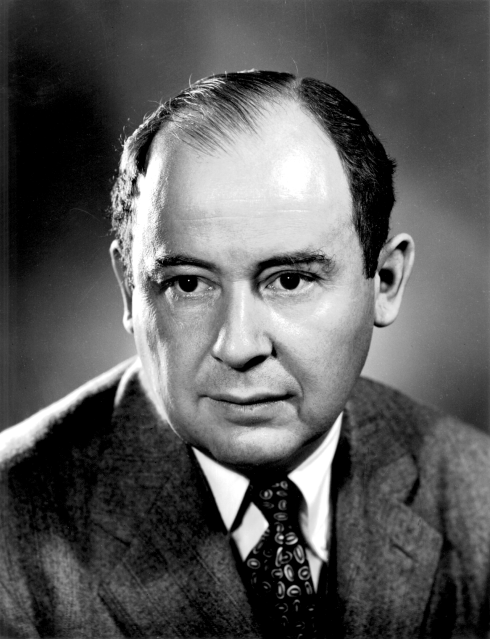
Johann von Neumann (ca. 1940)

- Edward Teller (1908–2003), Österreich/Ungarn/USA – Wasserstoffbombe 1952
- The Martians, Ungarn/USA – Physik und Mathematik, erste Hälfte des 20. Jahrhunderts
- Kálmán Tihanyi (1897–1947), Ungarn – Kathodenstrahlrohr, Radioskop 1926

## U
- Edmund Uher (1892–1989), Ungarn – Fotosetzmaschine „Uhertype“ (Lichtsetzmaschine) 1930, 1939

## W
- Eugene Paul Wigner (1902–1995), Österreich/Ungarn/USA - Physik, Wigner-Seitz-Zelle, Wigner-Energie (eine konkrete Größe  beim Betrieb von Kernreaktoren), Breit-Wigner-Formel, Wigner-Eckart-Theorem, Wignerfunktion, Wigner-Kristall (ein wenig elementarer Begriff der theoretischen Festkörperphysik), Wigners Freund (hilft analog zu Schrödingers Katze bei der Interpretation der Quantenmechanik), Jordan-Wigner-Transformation

## Z
- Károly Zipernowsky (1853–1942), Ungarn – Transformator 1885 (mit Ottó Titusz Bláthy und Miksa Déri)